# Arend van der Wel

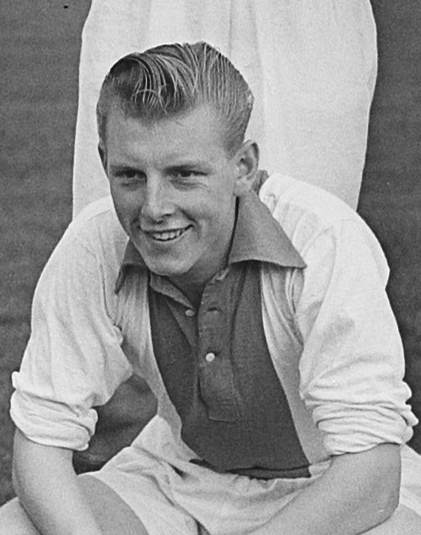
Arend van der Wel (1951)

Arend van der Wel (28 de marzo de 1933 - 16 de septiembre de 2013) fue un futbolista neerlandés que juega en el Ajax y el SC Enschede, también trabajó como un explorador y un entrenador en el FC Twente. También trabajó con aficionados al Club DOS '19 y la Real Federación de Fútbol de los Países Bajos, y por su trabajo en el fútbol, fue nombrado Caballero de la Orden de Orange-Nassau.